# 東京外国語大学
東京外国語大学（とうきょうがいこくごだいがく、英語: Tokyo University of Foreign Studies）は、東京都府中市朝日町三丁目11番1号に本部を置く日本の国立大学。1873年創立、1949年大学設置。大学の略称は公式では「TUFS」、ほか東京外大（とうきょうがいだい）、東京外語大（とうきょうがいごだい）、外語大（がいごだい）、外大（がいだい）など。名称は「外国語大学」だが、3学部1研究科からなる総合大学である。（外国語を専門とする学部は言語文化学部。）

## 概観

### 大学全体
旧制東京外国語学校を前身とする大学である。
3学部3学科からなる総合大学で、外国語学部や国際教養学部などに相当する言語文化学部、歴史学部や国際関係学部などに相当する国際社会学部、国際日本学部がある。
言語文化学部では世界のさまざまな地域の言語と文化を学ぶ。27の専攻言語がある。3年次からは「地域コース」と「超域コース」に分かれる。
国際社会学部では国際関係や問題を読み解くための知識を身につける。15の専攻地域がある。コースは政治学や経済学など社会科学を中心に学ぶ「国際関係コース」、地域研究を中心に学ぶ「地域社会研究コース」、現代の国際問題を中心に学ぶ「現代世界論コース」の3つに分かれる。
国際日本学部では全体の4割に相当する外国人留学生とともに日本の政治、経済、文化などや日本語を中心に学ぶ。日本を世界の一国家として客観的にみる態度を養うことを目的とする。
2012年（平成24年）3月まで、7課程26専攻を設置する外国語学部 (Faculty of Foreign Studies) のみの単科大学だったが、2012年4月に改組され、言語文化学部と国際社会学部の2学部体制となった。2012年4月以降改編された学部では、いずれの学部も「実用語学力の養成」を重視する一方、言語文化学部は人文科学領域の研究を重視し、国際社会学部は社会科学領域の研究に重きを置くカリキュラムとなっている。2019年4月には国際日本学部を設置した。
大学院は、教育組織として総合国際学研究科 (Graduate School of Global Studies) が設置されており、そこでは博士前期課程（4専攻）と博士後期課程（3専攻）が設置されている。

### 教育および研究
言語文化学部では世界中の言語が研究・教育されており、多くの語学専門家が所属している。地域研究にも力点を置き、当該言語圏の政治、経済、社会、文化、習俗などについて教育・研究を行っている。
長きに渡って外交、文学、学界、マスコミ、商社、教育、芸術などの広い分野において卒業生の活動を見ることができる。

### 世界大学ランキング
2020年イギリスの大学評価機関「クアクアレリ・シモンズ社 (Quacquarelli Symonds :QS)」の「QSアジア大学ランキング」では501位であり、言語学・現代語などの分野はQS全世界大学学科のランキング上位151位から200位以内だった。

## 沿革

### 略歴
東京外国語大学の前身教育機関である旧制東京外国語学校は一度廃校を経て復活するなど複雑な経緯をたどって設立されたため、3つの設立年代があり、後述のように東京外国語大学はそれぞれを「建学」・「創立」・「独立」と称している。
　1896年、帝国議会に「外國語學校設立ニ関スル建議」が提出されると、翌年に高等商業学校に附属外國語學校が創立され、1899年に東京外國語學校として分離独立を果たした。現在の学則により創立年月日とされているのは1897年（明治30年）4月27日（高等商業学校附属外国語学校設立の日）であり、創立記念日も4月27日である（旧制校時代の沿革の詳細については東京外国語学校 (旧制)を参照）。そのため、本稿においては学則に定められた創立年である1897年（明治30年）を創立年としている。

### 年表
- 1811年（文化08年） - 徳川幕府は高橋景保の建議により、天文方に蘭書翻訳局蛮書和解御用を附設する。
- 1855年（安政02年） - 蛮書和解御用が洋学所として独立する。
- 1856年（安政03年） - 洋学所が蕃書調所となる。
- 1862年（文久02年） - 洋書調所と改称。
- 1863年（文久03年） - 開成所開成所と改称。
- 1869年（明治02年） - 明治政府は開成所を母体に開成学校を創立、その後、大学南校に改称
- 1871年（明治04年） - 大学南校に独逸学仮教場を設置、大学南校を南校に改称、独逸学仮教場は洋学第一校となる。外務省が独魯清語学所を設置する。
- 1872年（明治05年） - 南校を母体に第一大学区第一番中学・第二番中学を設置する。
- 1873年（明治06年） - 第一大学区第二番中学を母体に独逸学教場を設置、さらに独逸学教場と独魯清語学所を母体として東京外国語学校を一ツ橋通町一番地に開設（建学の年）
- 1874年（明治07年） - 英語科が独立して東京英語学校（東京大学予備門、第一高校中学校、第一高等学校を経て、現在の東京大学）となる
- 1884年（明治17年） - 所属高等商業学校を設置
- 1885年（明治18年） - 8月に仏・独語学科が東京大学予備門に移行、9月に東京外国語学校及び同校所属高等商業学校を東京商業学校（現一橋大学）へ統合
- 1887年（明治20年） - 東京商業学校が高等商業学校に改称
- 1896年（明治29年） - 第九帝国議会で外国語学校の開設を建議
- 1897年（明治30年） - 高等商業学校に附属外国語学校（英仏独露西清韓語の7学科）が設置される
- 1899年（明治32年） - 高等商業学校附属外国語学校を東京外国語学校として分離設置
- 1944年（昭和19年） - 東京外事専門学校に改称
- 1949年（昭和24年） - 新制東京外国語大学が発足、12学科（英米、フランス、ドイツ、ロシヤ、イタリヤ、イスパニヤ、ポルトガル、中国、蒙古、インド、インドネシヤ、シャム）を設置。
- 1954年（昭和29年） - 修業年限1年の留学生別科を設置。
- 1960年（昭和35年） - 留学生別科を廃止し、修業年限3年の留学生課程を設置。
- 1964年（昭和39年） - アジア・アフリカ言語文化研究所を新設。タイ科をインドシナ語学科に改称。
- 1966年（昭和41年） - 初めて大学院を設置。外国語学研究科修士課程。
- 1970年（昭和45年） - 附属日本語学校を設置
- 1971年（昭和46年） - 附属日本語学校が府中市住吉町に移転。
- 1977年（昭和52年） - 外国語学部に朝鮮語学科を設置。大学院に地域研究研究科修士課程を設置。
- 1980年（昭和55年） - ペルシア語学科を設置。
- 1984年（昭和59年） - インドネシア語学科をインドネシア・マレーシア語学科に改称。
- 1986年（昭和61年） - 留学生教育教材開発センターを設置。
- 1991年（平成03年） - ロシヤ語学科をロシヤ・東欧語学科に改組
- 1992年（平成04年） - 大学院外国語学研究科と地域研究研究科を統合、博士課程を新設し、地域文化研究科博士前期・後期課程を設置。附属日本語学校と留学生教育教材開発センターを統合し、留学生日本語教育センターに改組。
- 1995年（平成07年） - 外国語学部を7課程（欧米第一、欧米第二、ロシア・東欧、東アジア、東南アジア、南・西アジア、日本）・3大講座（言語・情報、総合文化、地域・国際）に改組。
- 1997年（平成09年） - 大学院地域文化研究科国際文化講座に教員任期制導入。
- 1999年（平成011年） - 11月4日に独立100周年（建学126年）の記念式典及び記念行事が北とぴあ及び西ヶ原キャンパスにて開催。
- 2000年（平成12年） - 北区西ケ原から府中市へのキャンパス移転が開始、大学本部機能および外国語学部、大学院地域文化研究科が府中キャンパスに移転。副学長、外国語学部長が設置される。
- 2001年（平成13年） - 東京外国語大学本郷サテライト開設。
- 2002年（平成14年） - アジア・アフリカ言語文化研究所が府中キャンパスに移転。西ケ原キャンパスの使用を停止（跡地は、西ヶ原みんなの公園、高齢者福祉施設、区立保育園、賃貸高層集合住宅、武蔵野中学高等学校の校庭などとなる）。
- 2004年（平成16年） - 法改正により、国立大学法人東京外国語大学が発足。留学生日本語教育センターが府中市住吉町から同市朝日町の府中キャンパスに移転。住吉町の建物は使用停止。
- 2005年（平成17年） - 国際学術戦略本部を新設。
- 2006年（平成18年） - 多言語・多文化教育研究センターを新設、情報処理センターを改組し総合情報コラボレーションセンターを設置、国際交流会館2号館が竣工。
- 2007年（平成19年） - 地球社会先端教育研究センター、特命事項担当室を新設。
- 2008年（平成20年） - 東京外国語大学出版会を設立。留学生支援を主とする「国際教育支援基金」で、寄付の目標額2億円を達成。
- 2009年（平成21年） - 大学院を全面改組。教育組織として総合国際学研究科を、教員組織として総合国際学研究院を設置。また、国際日本研究センターおよび世界言語社会教育センターの2センターを新たに設置。
- 2012年（平成24年） - 外国語学部を言語文化学部と国際社会学部に改組。
- 2015年（平成27年） - 国際日本研究センターおよび留学生日本語教育センターの教員組織を統合し、国際日本学研究院を設置。
- 2019年（平成31年） - 国際社会学部日本学科を改組・拡大する形で国際日本学部を新設。
- 2020年（令和 2年） -TUFSアカデミック・サポート・センターを開設
- 2022年（令和 4年） -国際メディア情報センターを設置。学際研究共創センターを設置。

## 基礎データ

### 所在地
- 府中キャンパス（東京都府中市朝日町3-11-1）
- 本郷サテライト（東京都文京区本郷2-14-10）

### 校章
校章は1899年（明治32年）に制定された。意匠は、中央の炬火と両脇の羽翼を組み合わせたもので、炬火には「L」の文字が巻きついている。炬火は「光は世を照らす」ことを、「L」はラテン語の「Lingua」（言語）の頭文字であり、羽翼は当時設置されていた8語学科を表しているとされる。
また、2004年（平成16年）の国立大学法人化を機に、新たにロゴマークを公募し、制定した。また、ロゴマークは商標として登録された。

### スクールカラー
1920年（大正9年）日本漕艇協会の求めに応じて学校色を牡丹色で登録した。以来この色はスクールカラーとして親しまれている。

## 教育および研究

### 組織

#### 学部
発足当初は12学科からなる外国語学部のみであったが、徐々に学科や専攻する言語の数を増やし、2012年には学部改編が行われ、言語文化学部と国際社会学部という2つの学部が設置された。また、2019年4月に、言語文化学部及び国際社会学部を改組し、2学部に加えて国際日本学部を設置することとなり、3学部体制となる。
- 言語文化学部
  - 言語文化学科[注 4]
    - 専攻言語
      - 英語
        - 専攻地域：北西ヨーロッパ・北アメリカ

      - ドイツ語
        - 専攻地域：中央ヨーロッパ

      - ポーランド語
        - 専攻地域：中央ヨーロッパ

      - チェコ語
        - 専攻地域：中央ヨーロッパ

      - フランス語
        - 専攻地域：西南ヨーロッパ

      - イタリア語
        - 専攻地域：西南ヨーロッパ

      - スペイン語
        - 専攻地域：イベリア・ラテンアメリカ

      - ポルトガル語
        - 専攻地域：イベリア・ラテンアメリカ

      - ロシア語
        - 専攻地域：ロシア

      - ロシア語及びウズベク語
        - 専攻地域：中央アジア

      - モンゴル語
        - 専攻地域：中央アジア

      - 中国語
        - 専攻地域：東アジア

      - 朝鮮語
        - 専攻地域：東アジア

      - インドネシア語
        - 専攻地域：東南アジア

      - マレーシア語
        - 専攻地域：東南アジア

      - フィリピン語
        - 専攻地域：東南アジア

      - タイ語
        - 専攻地域：東南アジア

      - ラオス語
        - 専攻地域：東南アジア

      - ベトナム語
        - 専攻地域：東南アジア

      - カンボジア語
        - 専攻地域：東南アジア

      - ビルマ語
        - 専攻地域：東南アジア

      - ウルドゥー語
        - 専攻地域：南アジア

      - ヒンディー語
        - 専攻地域：南アジア

      - ベンガル語
        - 専攻地域：南アジア

      - アラビア語
        - 専攻地域：中東

      - ペルシア語
        - 専攻地域：中東

      - トルコ語
        - 専攻地域：中東

    - コース[注 5]
      - 地域コース
      - 超域コース

- 国際社会学部
  - 国際社会学科[注 6]
    - 専攻地域
      - 北西ヨーロッパ
        - 配属言語：英語

      - 北アメリカ ※「北西ヨーロッパ」とともに募集し入学時に選択
        - 配属言語：英語

      - 中央ヨーロッパ
        - 配属言語：ドイツ語、ポーランド語、チェコ語

      - 西南ヨーロッパ
        - 配属言語：フランス語、イタリア語

      - イベリア
        - 配属言語：スペイン語、ポルトガル語

      - ラテンアメリカ ※「イベリア」とともに募集し入学時に選択
        - 配属言語：スペイン語、ポルトガル語

      - ロシア
        - 配属言語：ロシア語

      - 中央アジア
        - 配属言語：モンゴル語、ロシア語（2年次以降はロシア語に加え、ウズベク語も学ぶ）

      - 東アジア
        - 配属言語：中国語、朝鮮語

      - 東南アジア第1
        - 配属言語：インドネシア語、マレーシア語、フィリピン語

      - 東南アジア第2
        - 配属言語：タイ語、ラオス語、ベトナム語、カンボジア語、ビルマ語

      - 南アジア
        - 配属言語：ウルドゥー語、ヒンディー語、ベンガル語

      - 中東
        - 配属言語：アラビア語、ペルシア語、トルコ語

      - アフリカ
        - 配属言語：英語（英語に加え、フランス語、ポルトガル語、アラビア語のうち一つを学ぶ。さらにスワヒリ語も学ぶことが推奨される）

      - オセアニア
        - 配属言語：英語（英語に加え、フランス語、中国語、インドネシア語、マレーシア語、フィリピン語のうち一つを学ぶ。）

    - コース[注 7]
      - 地域社会研究コース
      - 現代世界論コース
      - 国際関係コース

- 国際日本学部
  - 国際日本学科

#### 研究科
- 総合国際学研究科（教育組織）
  - 言語文化専攻（博士前期課程）
    - 言語・情報学研究コース
      - 超域研究系[注 8]
      - 個別研究系[注 9]

    - 文学・文化学研究コース
      - 超域研究系[注 10]
      - 個別研究系[注 11]

  - 言語応用専攻（博士前期課程・高度専門職業人養成系）
    - 日本語教育学専修コース
    - 英語教育学専修コース
    - 言語情報工学専修コース
    - 国際コミュニケーション・通訳専修コース

  - 地域・国際専攻（博士前期課程）
    - 地域研究コース[注 12]
    - 国際社会研究コース[注 13]

  - 国際協力専攻（博士前期課程・高度専門職業人養成系）
    - 国際協力専修コース
    - 平和構築・紛争予防専修コース

  - 言語文化専攻（博士後期課程）
  - 国際社会専攻（博士後期課程）
- 総合国際学研究院（研究および教員組織）
  - 言語文化部門
    - 言語研究系
    - 文化研究系

  - 国際社会部門
    - 地域研究系
    - 国際研究系

  - 先端研究部門
- 国際日本学研究院（研究および教員組織）

#### 附属機関
東京外国語大学には以下の付属機関・組織が設置されている。
- アジア・アフリカ言語文化研究所（ILCAA、AA研）[7]
  - フィールドサイエンス研究企画センター (FSC)
  - 情報資源利用研究センター (IRC)
  - プロジェクト研究部
    - 言語学研究ユニット
    - 地域研究・歴史学研究ユニット
    - 文化人類学研究ユニット
- 留学生日本語教育センター (JLC)
- 附属図書館

研究センター等
- 南アジア研究センター
- 現代アフリカ地域研究センター
- 国際日本研究センター
- 語学研究所
- 総合文化研究所
- 海外事情研究所
- 国際関係研究所
- 世界言語社会教育センター
- 多言語多文化共生センター

教育支援・社会連携等組織
- 保健管理センター
- 総合情報コラボレーションセンター
- 教育情報化支援センター
- 英語学習支援センター
- TUFSオープンアカデミー
- 社会・国際貢献情報センター
- グローバル・キャリア・センター
- 留学支援共同利用センター
- 学生相談室
- ボランティア活動スペース
- 東京外国語大学出版会
- 大学文書館

##### 国際学術戦略本部
国際学術戦略本部（とうきょうがいこくごだいがくこくさいがくじゅつせんりゃくほんぶ、Office for International Academic Strategy、略称OFIAS）は、東京外国語大学における海外諸機関との連携、共同研究、海外研究拠点の運営、国際協力活動の効果的推進に資すると共に、海外ネットワーク、外国人研究者の受入体制の強化を図り、併せてこれらに携わる専門スタッフの人材養成を目的として2005年（平成17年）9月に役員会直属として設置された組織である。また、OFIASは文部科学省大学国際戦略本部強化事業に採択されている。

### 研究

#### 世界を対象としたニーズ対応型地域研究推進事業
世界を対象としたニーズ対応型地域研究推進事業として2件のプロジェクトが採択された。
- 2006年度（平成18年度）

研究領域2 地域のアイデンティティーの解明　－相互理解を深めるために－
中東とアジアをつなぐ新たな地域概念・共生関係の模索（中東）
東南アジアのイスラーム：トランスナショナルな連関と地域固有性の動態（東南アジア）

#### 21世紀COEプログラム
21世紀COEプログラムとして、2件のプロジェクトが採択された。
- 2002年（平成14年）
人文科学
言語運用を基礎とする言語情報学拠点[9]
学際・複合・新領域
史資料ハブ地域文化研究拠点[10]

#### グローバルCOEプログラム
グローバルCOEプログラムとして、1件のプロジェクトが採択されている。
- 2007年（平成19年）
人文科学
コーパスに基づく言語学教育研究拠点[11]

### 教育
- 特色ある大学教育支援プログラム
  - 26言語情報リテラシー教育プログラム：2003年（平成15年）採択[12]
  - 生きた言語取得のための26言語・語劇支援：2005年（平成17年）採択[13]
  - 「教養日本力」高度化推進プログラム：2007年度（平成19年度）採択
- 現代的教育ニーズ取組支援プログラム
  - 在日外国人生徒への学習支援活動：2005年（平成17年）採択
  - e−日本語−インターネットで拡げる日本語の世界−：2005年度（平成17年度）採択
- 「魅力ある大学院教育」イニシアティブ
  - 多言語社会に貢献する言語教育学研究者養成プログラム：2005年度（平成17年度）採択
- 大学教育の国際化推進プログラム
  - 戦略的国際連携支援
    - PCS分野における国際共同教育の実現：2006年度（平成18年度）採択

  - 海外先進教育実践支援
    - 英語で開講する授業の国際水準化支援事業：2006年度（平成18年度）採択
電気通信大学・東京農工大学・東京工業大学・横浜国立大学・名古屋大学・大阪大学・岡山大学と共同申請
- 新たな社会的ニーズに対応した学生支援プログラム
  - e-アラムナイ協働による学生留学支援：2008年度（平成20年度）採択
- 質の高い大学教育推進プログラム
  - グローバル戦略としての日本語eラーニング：2008年度（平成20年度）採択
  - 世界的基準となる日本語スタンダーズの構築：2008年度（平成20年度）採択
- 大学院教育改革支援プログラム
  - 高度な言語運用能力に基づく地域研究者養成：2007年度（平成19年度）採択
  - 平和構築・紛争予防修士英語プログラム：2007年度（平成19年度）採択
  - 即戦力通訳者養成のための高度化プログラム：2007年度（平成19年度）採択
  - 国際基準に基づく先端的言語教育者養成：2008年度（平成20年度）採択
- 社会人の学び直しニーズ対応教育推進プログラム
  - 多言語・多文化社会に必要とされる新たな職種としてのコーディネーター養成プログラム：2007年度（平成19年度）採択

## 学生生活

### 外語祭
学園祭は「外語祭」と呼ばれ、毎年11月下旬に5日間に渡って開催される。各語科・サークル・ゼミ等が発表や出展を行う。各専攻語の1年生はキャンパス中央広場でそれぞれの専攻語が使用されている国や地域の料理を振る舞う「料理店」を出店し、2年生以上の学生は専攻語で外国語劇「語劇」を上演する。語劇は「生きた言語修得のための26言語・語劇支援」プログラムとして、2004年に文部科学省の特色ある大学教育支援プログラム（特色GP）に採択された。

### スポーツ
- 硬式野球部は東京新大学野球連盟に加盟している。
- かつて旧大阪外国語大学との対抗戦が行われていたが、大阪外国語大学の廃止に伴い対抗戦としての歴史を終えた。
- ボートについて、筑波大学、東京海洋大学、東京科学大学および防衛大学校との間で五大学レガッタが毎年春に開催されている。また、「学内競漕大会」が毎年5月中旬の水曜日に戸田ボートコースで開催され、そこでは主に1年生を中心とした専攻語別対抗のレースが行われている。

## 大学関係者と組織

### 大学関係者組織
- 同窓会組織として一般社団法人東京外語会がある[14]。
- 留学生、外国人留学生・研究者とその家族の支援を目的とするボランティア組織「東京外国語大学留学生支援の会」が1999年（平成11年）から活動している[15]。

## 施設

### キャンパス
- 最寄り駅：西武多摩川線多磨駅徒歩5分、京王線飛田給駅徒歩20分
- 府中キャンパスという名称が付いている。2000年（平成12年）にそれまでの西ケ原キャンパスに替わって旧関東村（米空軍住宅施設）跡地に完成したキャンパスには大学機能の大半が集約されている。
- 府中キャンパス以外に、本郷サテライトが設置されている。同窓会所有のビルであり、学部生や大学院生が授業を受けるいわゆるキャンパスとは異なるが、公開講座や研究会のような大学の活動に利用されている。

### 海外拠点
- イギリス
  - ロンドン・オフィス（ロンドン）
- ミャンマー
  - グローバル・ジャパン・オフィス（ヤンゴン）
- レバノン
  - アジア・アフリカ言語文化研究所中東研究日本センター（ベイルート）
- マレーシア
  - アジア・アフリカ言語文化研究所コタキナバル・リエゾンオフィス（コタキナバル）

なお、グローバル・ジャパン・オフィスはヤンゴンを皮切りに世界38カ所に同様の拠点を設ける計画である。

## 対外関係

### 他大学との協定

#### 日本国内

##### 三大学連合
東京医科歯科大学、東京工業大学、一橋大学との4大学で『四大学連合憲章』を2001年（平成13年）3月15日に締結、（その後東京医科歯科大学と東京工業大学の統合により三大学連合となる）相互教育研究プログラムを展開している。これは大学の統合を目指すものではないとされる。また、三大学連合の各大学に附置されている研究所による所長懇談会も設置されている。
- 三大学連合
  - 東京科学大学
  - 一橋大学
- 三大学連合附置研究所所長懇談会
  - 東京医科歯科大学生体材料工学研究所（現：東京科学大学総合研究院東京科学大学生体材料工学研究所）
  - 東京医科歯科大学難治疾患研究所（現：東京科学大学総合研究院東京科学大学難治疾患研究所）
  - 東京外国語大学アジア・アフリカ言語文化研究所
  - 東京工業大学資源化学研究所（現：東京科学大学総合研究院化学生命科学研究所）
  - 東京工業大学精密工学研究所（現・東京科学大学総合研究院未来産業技術研究所）
  - 東京工業大学応用セラミックス研究所（現：東京科学大学総合研究院フロンティア材料研究所）
  - 東京工業大学先導原子力研究所（現：東京科学大学総合研究院ゼロカーボンエネルギー研究所）
  - 一橋大学経済研究所

##### 全国外大連合
- 神田外語大学
- 名古屋外国語大学
- 京都外国語大学
- 関西外国語大学
- 神戸市外国語大学
- 長崎外国語大学

##### 文理協働型グローバル人材育成プログラム
同じ西東京地区の国立大学である東京農工大学、電気通信大学と、グローバル人材の育成を目的として協働事業を展開している。高大接続教育、学部教育が行われているほか、2019年4月からは「共同サステイナビリティ研究専攻」（大学院博士後期課程）が設置された。

##### その他
2000年（平成12年）10月に行われた北区西ケ原から府中市朝日町へのキャンパス移転に伴い、多摩地区国立5大学（東京外国語大学、東京学芸大学、東京農工大学、電気通信大学、一橋大学）間での単位互換制度を導入したほか、国際基督教大学などの周辺私立大と協定を結んでいる。
- 多摩地区国立5大学：単位互換制度や図書館相互利用協定などが締結されている
  - 電気通信大学
  - 東京学芸大学
  - 東京農工大学
  - 一橋大学
- 多摩地区大学協定
  - 津田塾大学
  - 電気通信大学
  - 東京学芸大学
  - 東京農工大学
  - 一橋大学
- EUIJ（EUインスティテュート東京コンソーシアム）
  - 国際基督教大学
  - 津田塾大学
  - 一橋大学
- 教育・研究交流に関する協定を締結した大学
  - 中央大学
  - 東京都立大学
  - 国際基督教大学
  - 東京女子大学
  - お茶の水女子大学
  - 東京芸術大学
  - 西南学院大学

#### 日本国外

##### 協定校・提携校
35ヶ国1地域の78大学・研究機関等と研究や教育の分野で提携を行っている。また、32ヶ国1地域の65大学・研究機関とは学生交流協定を締結し、毎年これらの大学などに1年以内の派遣学生として学生を送り出している。そして、協定校からは1年以内の短期留学生として学生を受け入れている。

##### アジア・アフリカ研究教育コンソーシアム (CAAS)
アジア・アフリカ地域を対象とした教育・研究に関する海外の5大学との連携。
- フランス
  - パリ大学東洋言語文化大学 (INALCO)
- オランダ
  - ライデン大学
- シンガポール
  - シンガポール国立大学人文社会学部 (FASS-NUS)
- イギリス
  - ロンドン大学東洋アフリカ研究学院 (SOAS)
- アメリカ合衆国
  - コロンビア大学

### 高等学校等との連携

#### 協定締結校
- 埼玉県
  - 埼玉県立浦和第一女子高等学校
  - 埼玉県立川越高等学校
- 千葉県
  - 渋谷教育学園幕張中学校・高等学校
  - 千葉県立佐倉高等学校
  - 千葉県立東葛飾中学校・高等学校
  - 千葉県立船橋高等学校
- 東京都
  - 鷗友学園女子中学校・高等学校
  - 吉祥女子中学校・高等学校
  - 晃華学園中学校・高等学校
  - 国際基督教大学高等学校
  - 渋谷教育学園渋谷中学校・高等学校
  - 東京学芸大学附属国際中等教育学校
  - 東京都立青山高等学校
  - 東京都立小石川中等教育学校
  - 東京都立国際高等学校
  - 東京都立国立高等学校
  - 東京都立国分寺高等学校
  - 東京都立立川高等学校
  - 東京都立立川国際中等教育学校
  - 東京都立戸山高等学校
  - 東京都立西高等学校
  - 東京都立白鷗高等学校
  - 東京都立八王子東高等学校
  - 東京都立南多摩中等教育学校
- 神奈川県
  - 神奈川県立横浜国際高等学校
  - 鎌倉女学院中学校・高等学校
  - カリタス女子中学高等学校
- 石川県
  - 石川県立金沢泉丘高等学校
- 長野県
  - 長野県上田高等学校

### その他

#### 連携講座（総合国際学研究科）
- 日本銀行金融研究所
- 独立行政法人日本貿易振興機構アジア経済研究所
- 国際協力機構

#### キャンパスメンバーズ
- 2024年1月から国立美術館、東京国立博物館のキャンパスメンバーズの会員となった。[21]

## 企業からの評価

### 人事担当者からの評価
- 2021年日本経済新聞社と日経HRが実施した、「企業の人事担当者からみたイメージ調査」[22]（全上場企業と一部有力未上場企業4,850社の人事担当者を対象に、2019年4月から2021年3月までの間に採用した学生から見た大学のイメージなどを聞いた調査）において、東京外国語大学は、「全国総合」で788大学[23]中、第13位[22]にランキングされた。
- 2022年日本経済新聞社と日経HRが実施した、「人事が見る大学イメージ調査」[24]（2022年2月時点の全ての上場企業と一部有力未上場企業の人事担当者を対象に、採用した学生から見た大学のイメージなどを聞いた調査）において、東京外国語大学は、「関東・甲信越」で第3位[22]にランキングされた[25]。

### 出世力
- ダイヤモンド社の2006年年9月23日発行のビジネス誌『週刊ダイヤモンド』94巻36号（通巻4147号）「出世できる大学」と題された特集の出世力ランキング（日本の全上場企業3,800社余の代表取締役を全調査[26][27][28]）で、東京外国語大学は、2006年時点で存在する744大学[29]中第32位[30]にランキングされた。

- 『週刊エコノミスト』（2010年8月31日号）に掲載された、「卒業生数の割に役員・管理職の人数が多い度合い」で、東京外国語大学は、2010年時点で存在する全国の778大学[31]中、第6位にランキングされた[32]。